# Andreea Bălan
Andreea Georgiana Bălan (n. 23 iunie 1984, Ploiești) este o cântăreață română de muzică pop și dance. A debutat în televiziune în anul 1994, în cadrul programului Ba Da, Ba Nu, urmând ca doi ani mai târziu să-și lanseze primul album, Amețiți de fum. A devenit cunoscută ca membră a duetului Andrè, în cadrul căruia a activat între anii 1998 și 2001 și a lansat 7 albume. A influențat tinerele prin moda platformelor, denumite generic „șenile”, a codițelor, a fustelor mini și a sânilor evidențiați cu sutiene push-up. Formația a primit în 2002 patru discuri de platină și unul de aur pentru cele 1.500.000 de exemplare ale albumelor vândute.
După destrămarea formației Andrè, lansează pe 23 iunie 2002 primul album solo, Te joci cu mine. De atunci a lansat încă 5 albume și 20 de videoclipuri. În 2007 participă la emisiunea Dansez pentru tine, unde se clasează pe locul 1. Alături de același partener, Petrișor Rudge, participă și la varianta internațională a emisiunii, care s-a desfășurat în Mexic, unde a terminat pe locul al doilea. Este printre cele mai bine vândute artiste din România din punctul de vedere al concertelor din 2008 până în prezent, fiind clasată în top 3 și este recunoscută ca având cele mai spectaculoase show-uri din România, îmbinând cu succes muzica și dansul, prezentând adevărate spectacole de revistă înfățișate în peste 10 schimbări de costume.  A colaborat, printre alții, cu Connect-R, Keo sau Puya.

## Biografie

### Copilăria. Debutul și primele activități muzicale (1994 - 1998)
Andreea Bălan s-a născut pe 23 iunie 1984. Părinții ei sunt Săndel Bălan și Valeria Bălan, fiind singură la părinți.  La școală a fost o elevă de nivel mediu până în clasa a VIII-a, devenind apoi o elevă bună. Copilăria s-a desfășurat fără incidente majore, fiind catalogată ca „un copil foarte cuminte”. A urmat cursurile Liceului Ion Luca Caragiale din Ploiești, trecând examenul de bacalaureat cu nota 9.
A început să cânte la vârsta de 10 ani, sub îndrumarea tatălui ei, Săndel Bălan. Acesta i-a compus câteva piese, cu care a participat la o serie de spectacole pentru copii din Ploiești. În cadrul acestor recitaluri, a fost remarcată de Mihai Constantinescu, fiind invitată de acesta în emisiunea pentru copii, BaDa BaNu, difuzată de TVR1. A mai fost invitată și la alte emisiune specifice, precum Feriți-vă de măgăruș, Abracadabra, Video Magazin și Tip top mini top. În această perioadă a participat la numeroase festivaluri pentru copii, obținând mai multe premii, cel mai important fiind Festivalul Internațional Micul Prinț; la acesta au participat copii din 16 state, Bălan fiind numită „Mica Prințesă a Europei”, premiu înmânat de Președintele României, Emil Constantinescu. Au existat câteva tratative de a forma un grup cu Simona Nae, dar planurile nu s-au materializat în urma neînțelegerilor dintre părinți.
În 1997, Bălan participă la Gala Națională Eurovision cu piesa „Un univers mai liniștit”, participarea ei nefiind însă validă din cauza criteriilor de vârstă pe care nu le îndeplinea. Anul următor, devine primul copil care lansează un material discografic sub formă de compact disc în România. Albumul, intitulat Amețiți de fum, conținea 10 piese dance compuse de tatăl ei și orchestrate de Cătălin Tîrcolea, dar care, deși lansat oficial, nu a fost mai fost distribuit din cauza lipsei de fonduri. Unii o numesc ca fiind prima artistă de muzică dance din România, datorită unor compoziții ca „Rezemat de gard”, care au fost incluse pe album.

### Andrè (1999 - 2001, 2019 - 2023)

Andrè

La sfârșitul anului 1998, Andreea Bălan o cunoaște pe Andreea Antonescu la emisiunea pentru copii Ba da, Ba nu, luând astfel naștere proiectul Andrè, cu toate că Gigi Antonescu, a fost reticent la început. Proiectul Andrè s-a dovedit a fi un succes național, având ocazional succes și în afara granițelor românești,  ținta lor de audiența fiind adolescenții. Compozițiile de pe albumul de debut, La întâlnire, au fost realizate în majoritate de Săndel Bălan, fiind inclusă și piesa „Un univers mai liniștit”, redenumită aici „Iluzii”, interpretată anterior de Andreea Bălan în cadrul concursului Eurovision. Acesta a fost lansat în luna mai a anului 1999 și s-a dovedit a fi un succes comercial, vânzându-se în peste 50.000 de exemplare până în luna septembrie a aceluiași an. Grupul s-a bucurat de o mare popularitate datorită stilului muzical simplu și melodiile ritmate. Pentru a promova albumul, au interpretat „La întâlnire”, „Să ne distrăm” și „Nu mă uita” în cadrul unor emisiuni televizate, însă niciuna din piesele respective nu a beneficiat de un videoclip. Prima piesă s-a bucurat de popularitate la posturile de radio, în ciuda lipsei de sprijin din partea acestora acordată muzicienilor români de obicei.
În vara anului 1999 apare piesa „Liberă la mare”, un cântec semnătură al grupului. Piesa a fost interpretată cu mai multe ocazii, inclusiv la Festivalul de la Mamaia, unde a câștigat locul 1 la secțiunea „Șlagăre”, devenind astfel cele mai tinere soliste care au câștigat trofeul. La sfârșitul aceluiași an, apare albumul Noapte de vis, pe care este inclus hitul, fiind promovată piesa „Noapte de vis (Moșule, ce tânăr ești)”, de această dată cu un videoclip. „Noapte de vis” a fost numită pe locul 16 în clasamentul „Top 20 după '90”, o ierarhie organizată de Kiss FM și revista Click, bazată pe voturile publicului, iar în 2008, „Liberă la mare” a fost clasată pe locul 29 în topul realizat de televiziunea U intitulat „Top 100 melodii care au rupt România în două”.
De pe al treilea album, Prima iubire (2000) au fost promovate: „Prima iubire” și „Lasă-mă papa la mare”, ambele hituri de top 20 în România. „Lasă-mă papa la mare” a fost numită pe locul 19 în clasamentul „Top 20 după '90”, o ierarhie organizată de Kiss FM și revista Click, bazată pe voturile publicului. Următorul album, Am să-mi fac de cap (2000), a fost promovat de asemenea de două cântece: „Am să-mi fac de cap” și „Flori de tei”, ambele beneficiind de câte un videoclip, ultimul fiind la vremea respectivă cel mai scump videoclip realizat vreodată în România, având un buget de 12.000 de dolari americani, fiind și primul filmat pe peliculă.
La începutul anului 2001 primesc din partea revistei Bravo distincția „Cea mai bună trupă pentru adolescenți”, iar Cat Music le premiază cu 5 discuri de platină și unul de aur pentru cele 1 500 000 de albume vândute și le numește „prințesele muzicii dance”, devenind astfel primele și singurele cu aceste recorduri. La scurt timp însă se despart din cauza neînțelegerilor. Bălan își continuă cariera, formând un duo cu Alina Sorescu. Deși au avut o serie de apariții televizate, proiectul nu a avut finalitate cu un album sau un videoclip, și după numai șase luni se despart. În același timp apare pe piață albumul greatest hits, Andrè - Best Of.

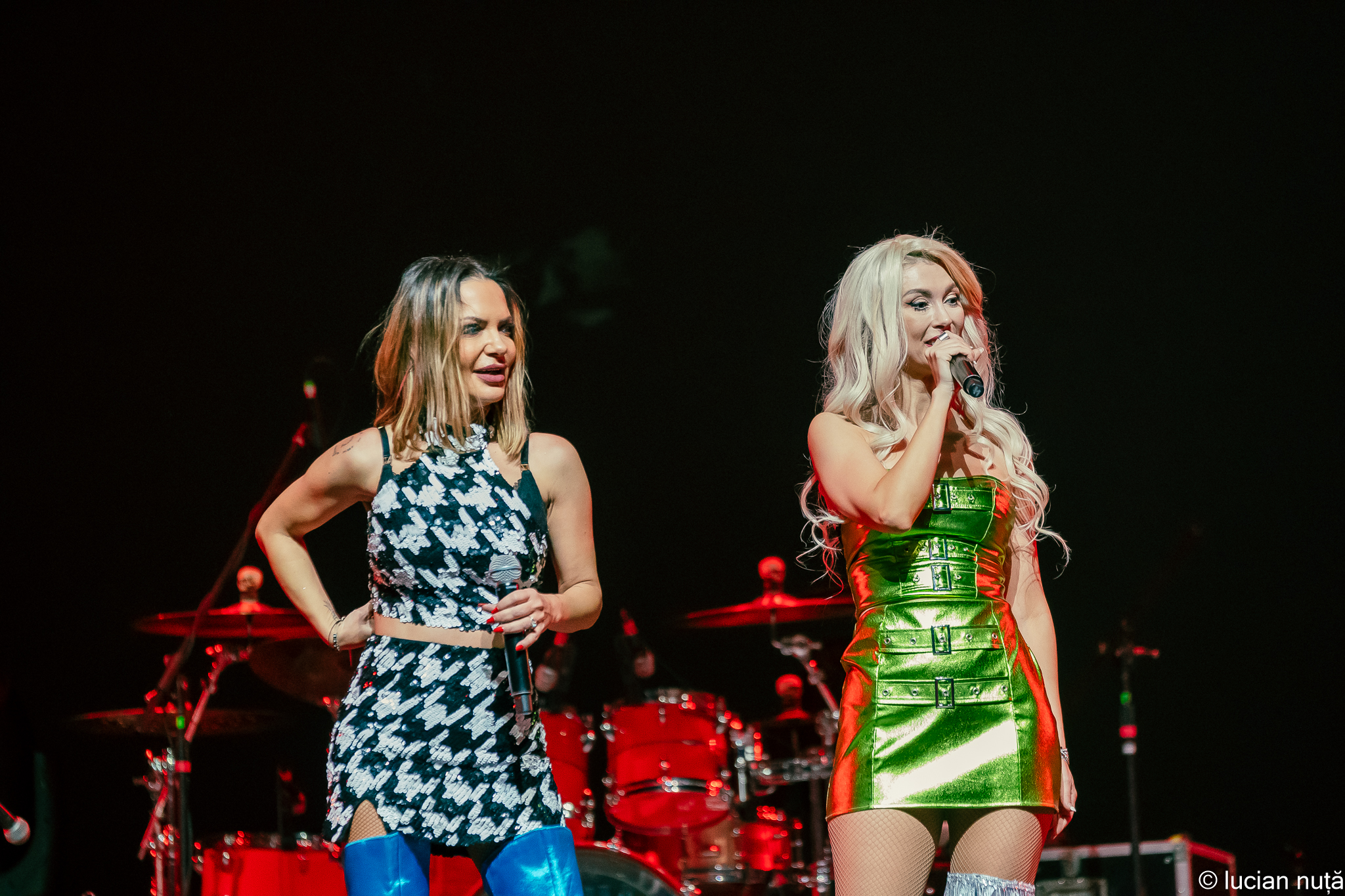
Andrè în 2023

Formația se reunește după decesul tatălui Andreei Antonescu, ultima sa dorință fiind aceasta. Duo-ul lansează un album, O noapte și-o zi și un single cu același nume, promovat de un videoclip, însă se despart din nou, în special Bălan negând orice șansă de a exista o împăcare profesională între cele două, considerând posibil doar un duet. Succesul grupului este considerat ca fiind cel mai mare din istoria muzicii românești.
De-a lungul carierei alături de Antonescu, cele două au fost intens criticate pentru imaginea promovată și stilul vestimentar. Cele două au avut o influență foarte mare asupra tinerelor, lansând moda platformelor, denumite generic „șenile”, a codițelor, a fustelor mini și a sânilor evidențiați cu sutiene push-up. Această modă a fost intens criticată din cauza vulgarității și a faptului că adolescentele se simțeau influențate de imaginea lor ușuratică. Grupul a fost de asemenea constant în atenția ziarelor de scandal, care publicau zvonuri conform cele două nu se înțelegeau, că doar partea financiară le leagă și că se bat în culise, lucruri dezmințite de cele două interprete, care susțin că certurile au apărut de fapt, chiar din cauza articolelor respective. Andrè a scos o piesă numită Reset la inimă, după 17 ani de carieră solo.

### Debutul solo.Așa sunt eușiAndreea B(2002 - 2007)
Primul album solo lansat comercial al cântăreței a fost Te joci cu mine, lansat pe 23 iunie 2002 sub egida casei de discuri Cat Music și distribuit de Media Services. Albumul conține piesa „Te joci cu mine”, compusă inițial pentru Andrè. Cântecul a fost promovat și s-a clasat pe locurile joase din Romanian Top 100. Niciun alt single nu a mai fost promovat de pe album. Între lunile iunie și septembrie ale aceluiași an, Te joci cu mine s-a distribuit în peste 30.000 de exemplare.

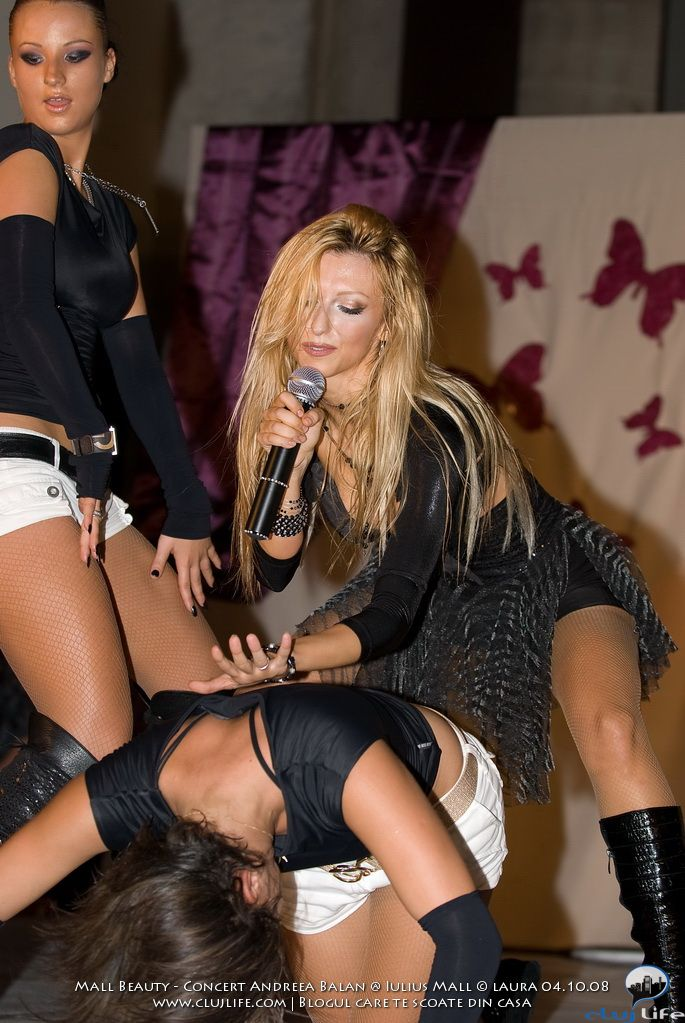
Andreea Bălan în Cluj, 2008

În urma succesului, albumul este urmat de un altul în septembrie, Liberă din nou. Între 22 decembrie 2002 și 22 ianuarie 2003 a susținut un turneu de 14 concerte în Statele Unite ale Americii. De pe album au fost extrase pe single: „Liberă din nou” și „Plâng de dor”. Pe 1 martie a fost filmat videoclipul pentru single-ul „Plâng de dor”, ce avea să fie disponibil și ca maxi single. În vara anului 2003 este lansată piesa „Nopți de vară”, fiind inclusă pe reeditarea albumului Liberă din nou. Deși nu s-a bucurat de mare succes la posturile de radio, a primit primul loc la secțiunea „Șlagăre” a Festivalului Mamaia în urma voturilor telespectatorilor. În aceeași perioadă, Bălan a început o colaborare cu formația News, grup de 12 instrumentiști, pornind într-un turneu național; la scurt timp colaborarea a încetat din cauza problemelor financiare și organizatorice, personalul muzicienei numărând 18 persoane.
În anul 2003, la 19 ani, Andreea a plecat din casa părinților și s-a mutat în București, renunțând la managementul artistic realizat de tatăl ei (Săndel Bălan) și trăind pe cont propriu.
Albumul Așa sunt eu (2004), cu versuri mai mature și puternice influențe de muzică rock, a devenit foarte apreciat, promovând cinci piese de pe acesta, trei intrând în top 40 în clasamentul oficial românesc, Romanian Top 100. Bălan s-a declarat foarte mulțumită de rezultatul final, cântecele fiind inspirate din viața ei, tratând teme precum faima, viața în fața camerelor de filmat și eșecul în dragoste, considerându-l momentul în care s-a maturizat artistic. Dorind să demonstreze calitatea albumului, acesta a fost promovat de cinci piese: „Aparențe” (2004), „Oops, eroare” (2004), „Evadez” (2005), „Invidia” (2005) și „O străină” (2005), fiind astfel unul din puținii artiști români cu cinci extrase pe single de pe un singur album. Tot în 2005 primește un trofeu MTV pentru cel mai bun web site. Acesta a prezentat o imagine contrastantă cu cea promovată de muziciană anterior, fiind caracterizată de haine și machiaj negru, precum și o atitudine mai rebelă. Melodia conține elemente ale muzicii pop-rock, arătând o dezvoltare pe plan artistic, îndepărtându-se total de teen pop.
Albumul Andreea B. a produs două single-uri: „Nu știu să fiu numai pentru tine” (feat. Keo), nominalizat la categoria „Best Hit - Featuring” la Romanian Top Hits. și „Prinde-mă, aprinde-mă!”, desemnată „melodia gay a anului” la gala premiilor gay 2007. „Prinde-mă, aprinde-mă!” este cel mai vizionat videoclip al artistei pe site-ul YouTube, având peste 2.8 milioane de accesări.

### Dansez pentru tineși întoarcerea la muzica dance (2008 - 2013)

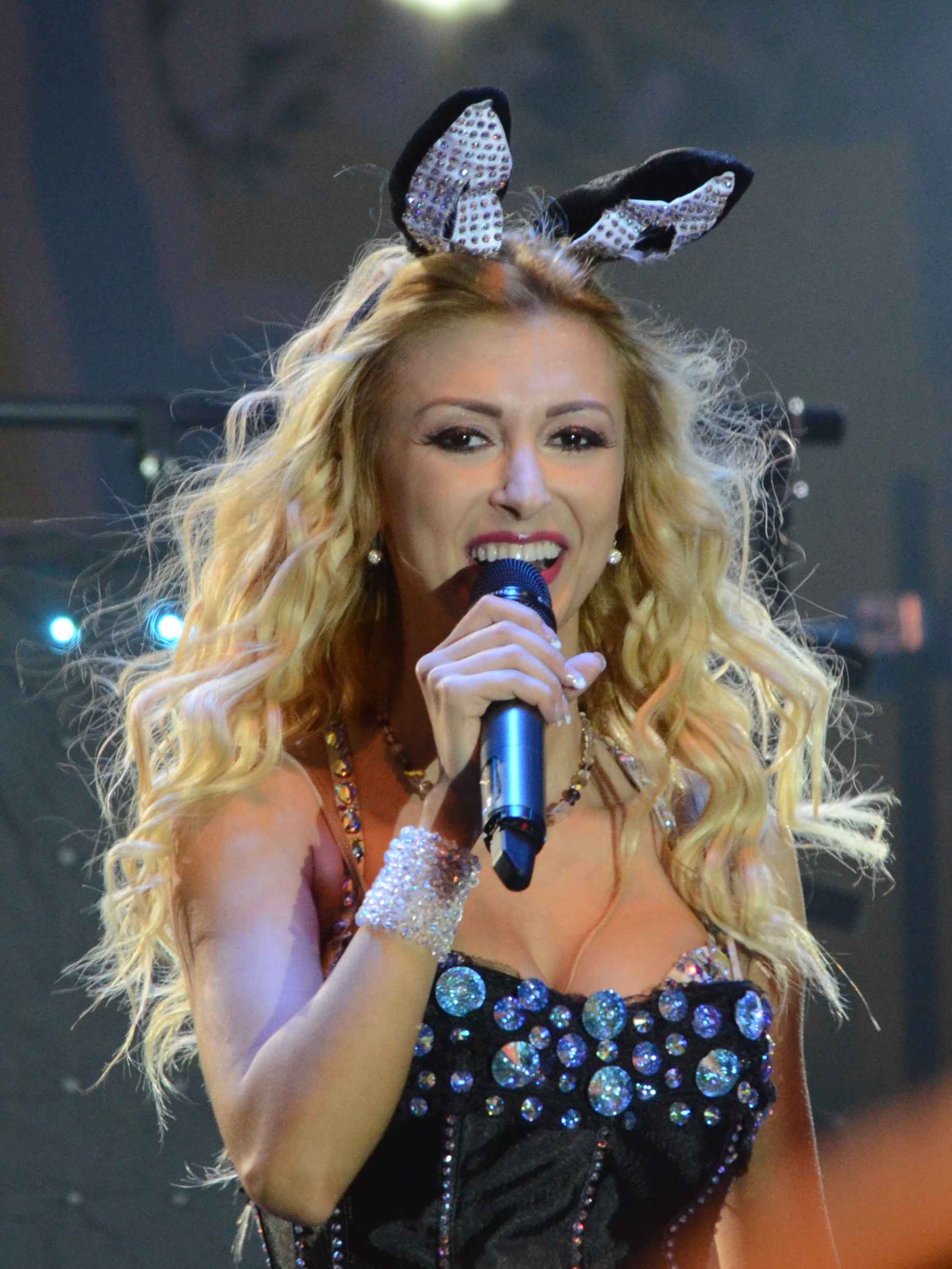
Andreea Bălan la Mix Music Evolution 2012, București

Bălan a fost cooptată pentru a participa la sezonul al treilea din emisiunea-concurs Dansez pentru tine, difuzată pe Pro TV în primăvara anului 2007. Evoluția perechii de-a lungul emisiunii a fost aclamată de public și juriu, clasându-se în final pe locul 3. Echipa a participat la „Liga învingătorilor”, un sezon dedicat special celor mai bune echipe din istoria concursului, ce a avut loc în primăvara anului 2008, câștigând primul loc. În urma apariției în emisiunea-concurs Dansez pentru tine, cariera acesteia a luat-o pe o pantă ascendentă.
Între cele două ediții, artista a fost selectată de Pro TV pentru a participa la varianta internațională a emisiunii Dansez pentru tine, intitulată Dancing Around the World. Aceasta a avut loc în Mexic, iar Bălan a participat alături de Petrișor Rudge, partenerul ei din timpul emisiunilor Dansez pentru tine. Perechea s-a clasat pe locul 2, după țara gazdă, și s-a bucurat de o popularitate mare printre publicul mexican, primind un contract de la EMI Music pentru a înregistra un album.
Bălan a fost printre cele mai bine vândute artiste din România din punctul de vedere al concertelor din 2008 până în prezent, în ambii ani fiind clasată în top 3. În 2011 a susținut peste 150 de concerte.
Pe 28 iunie 2009, un nou single, „God” a fost lansat în exclusivitate pe Kiss FM. „Trippin” (2010) a devenit unul din cele mai populare extrase pe single ale artistei, devenind primul hit de top 40 al acesteia în Romanian Top 100 din ultimii cinci ani. Bălan a interpretat piesa „Trippin” în cadrul mai multor evenimente, inclusiv finala Miss Universe România 2010 și la a noua ediție a Romanian Music Awards. Cântecul conține elemente ale muzicii dance combinate cu elemente ale muzicii popcorn, un stil muzical difuzat intens la radiourile românești în acea perioadă. Bălan a declarat că a abordat acest gen pentru a rămâne relevantă în industria muzicală.
Piesa „Like a Bunny” a fost lansată pe 13 mai 2011 pe contul său YouTube, fiind interzisă minorilor din cauza imaginii folosită pentru promovare, care o prezenta pe Bălan în costum de baie, amintind de o vedetă Playboy. Pe 8 iunie 2011, a lansat „Loving” în colaborare cu Andra, Connect-R și Puya. În octombrie 2011 susține faptul că nu se gândește la o reunire a formației Andrè, pentru că nu s-ar mai putea ocupa de cariera solo. În 2012 lansează single-ul „Money Love”, a cărei promovare a fost una indecentă. Susține mai multe spectacole, printre care Dancing Show, Bunny Show, Beach Party și Christmas Party. În octombrie 2012 lansează cel de-al douăzeci și cincilea videoclip din carieră, „Mă doare fără tine”. În august 2013, în cadrul Carnaval Show, Andreea Bălan lansează piesa „Things u do 2 me”, în colaborare cu Mike Diamondz. Susține constant concerte prin țară. Devine jurata la emisiunea Te cunosc de undeva! la Antena 1.

### De laRecepana la succesul pieseiUita-ma(2014 - 2018)
În noiembrie 2013 lansează piesa Iubi in  care acesta a strans peste 50.000  de vizualizari pe You Tube de la lansarea clipului. În 2014 lanseaza piesele Decor și Rece care sunt inspirate din viata personala, iar in toamna lanseaza un videoclip sexy Super Soaker impreuna cu un nou concept de show African Show.    In 2015 lanseaza un videoclip colorat la piesa Baila cantand in romana si spaniola, la inceputul verii lanseaza cel mai indecent videoclip din cariera Throw Your Money fiind primul videoclip al artistei filmat in America, iar in luna august lanseaza impreuna cu artistul Cortes mega-hitul Uita-ma care a cucerit topurile muzicale cu un videoclip de asemenea filmat peste Ocean.   In 2016 lanseaza 3 videoclipuri filmate in America Baby Be Mine, Zizi si Carusel schimbandu-si totodata si look-ul vopsindu-si parul albastru, lavanda si curcubeu, iar in toamna dupa nasterea primei fetite revine cu cea de-a doua parte a piesei Uita-ma refacuta intr-o balada pop-rock.       In anul 2017 a lansat 3 videoclipuri noi la piesele Sens Unic, Iti Mai Aduci Aminte si Fantezia De Iarna, de asemenea a facut o noua schimbare de look vopsindu-si parul blorange si a lansat un nou show de senzatie Fantezia Show fiind impartit in 3 parti cu majorete, super eroi si de Craciun.     In 2018 lanseaza Tango In Priviri, Asa De Frumos si Pe Drum in colaborare cu Edward Sanda. Tot in 2018 incepe seria de vloguri pe YouTube iar in toamna anunta cea de-a doua sarcina.     

### Reunirea trupei André,Soare După Nori,Dancing On IceșiAmerica Express(2019 - prezent)
La începutul anului 2019 după ce a suferit un stop cardio-respirator în timpul operației de cezariană la cea de a doua naștere a fetiței ei, revine în forță după 2 luni de pauză cu piesa Paradis și cu un nou show de senzație. În luna iulie reunește trupa André cu Andreea Antonescu și lansează împreună piesa Reset La Inimă. În septembrie în ziua nunții sale cu George Burcea lansează piesa Înger Păzitor iar la finele anului lansează o altă piesă în colaborare cu Cortes Suflete Pereche. La începutul anului 2020 cântăreața confirmă zvonurile despre divorțul dintre ea și George Burcea și lansează piesa Inimă De Fier, apoi ca urmare lansează piesele Am Crezut În Basme, Poveste De Toamnă, Nu Mai Doare și o nouă piesă de la André Nostalgii. În 2021 lansează piesele Amintiri, Iubește-mă, nu, Ne Îndrăgostim, Stele Căzătoare, Soare După Nori care fac parte din noul album Soare După Nori cel de-al șaselea din carieră, fiind un album motivațional. În decembrie lansează piesa Moșule Ce Tânăr Ești în componența André în colaborare cu Iuliana Beregoi. În 2022 participă la emisiunea Dancing On Ice și lansează videoclipuri la piesele Posibil Imposibilul și Dimineți Cu Tine. În 2023 participă la emisiunea America Express unde se clasează pe locul 2.                     

## Imaginea și stilul muzical

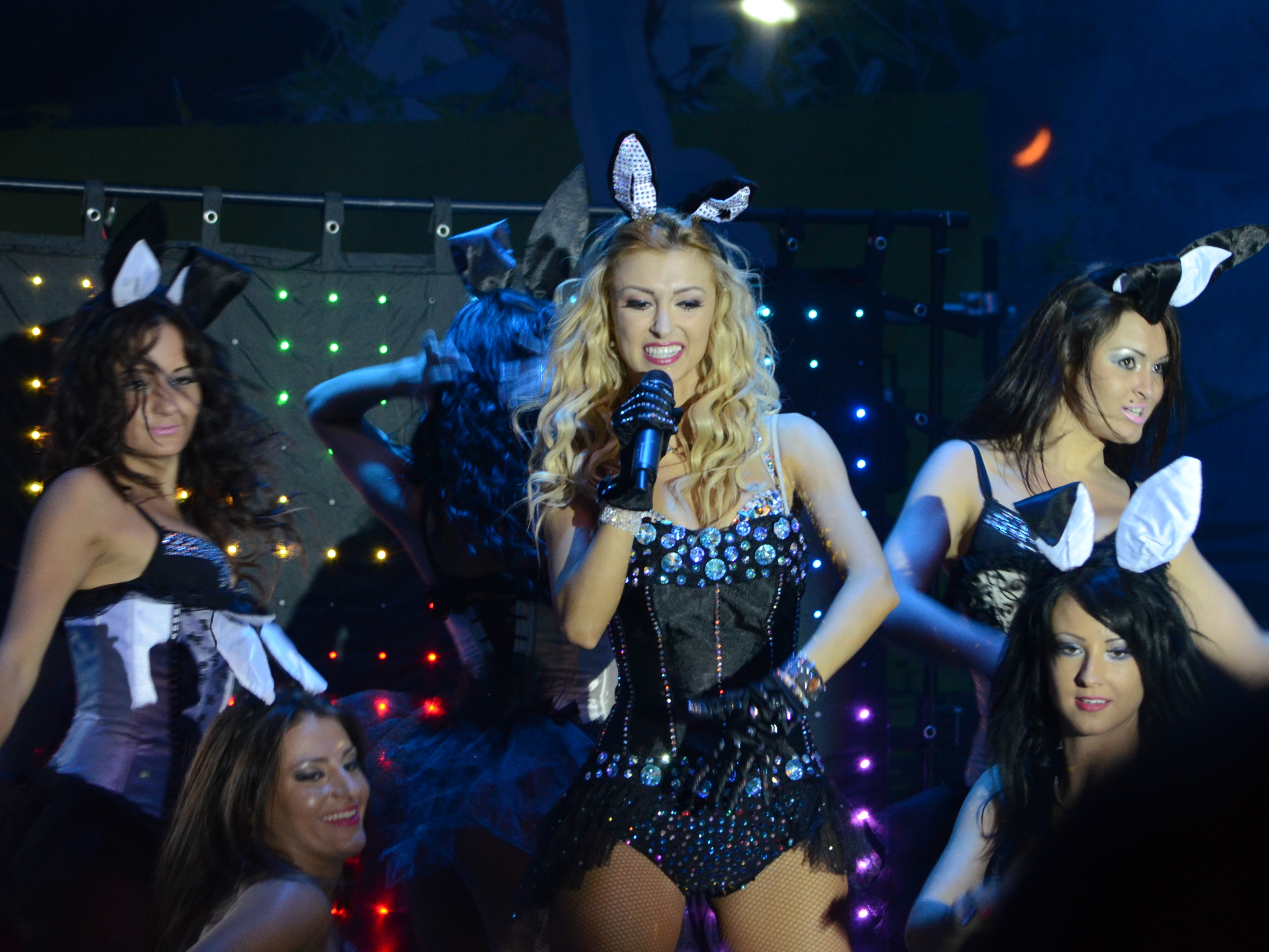
Andreea Bălan la Mix Music Evolution 2012, București

De-a lungul timpului, Bălan a adoptat mai multe stiluri muzicale, fiind apreciată în special pentru schimbările muzicale și de imagine, în încercarea de a se adapta noilor tendințe. Albumul SuperWoman s-a distanțat vizibil de celelalte înregistrări ale acesteia, conținând elemente de muzică samba, rock and roll și jive, definitivând imaginea ei ca solistă dansatoare.
Coregrafiile și costumațiile artistei sunt uneori criticate ca fiind prea sexuale, deși în general, concertele ei sunt primite cu recenzii pozitive, atât de public, cât și de jurnaliști.
Celine Dion, Mariah Carey și Loredana Groza au fost numite de Bălan ca fiind cântărețele pe care le apreciază cel mai mult, deși ea însăși a fost intens criticată din cauza puterii vocale limitate.
„Consider ca m-am născut pentru a face spectacol. Eu îmi doresc sa fiu mai mult decât o simplă cântăreață, eu vreau să fiu un om al spectacolului, să ofer publicului în afară de piesele mele - adevărate musical-uri, show-uri de dans cu zeci de costume și coregrafii frumoase. Sunt un entertainer.”—Andreea Bălan
Bălan este considerată o icoană gay.
În anul 2015 cunoscuta artistă a fost cooptată de studiourile Disney pentru a interpreta vocea Esmeraldei din filmul de animație Cocoșatul de la Notre-Dame.

## Alte aspecte

### Viața personală

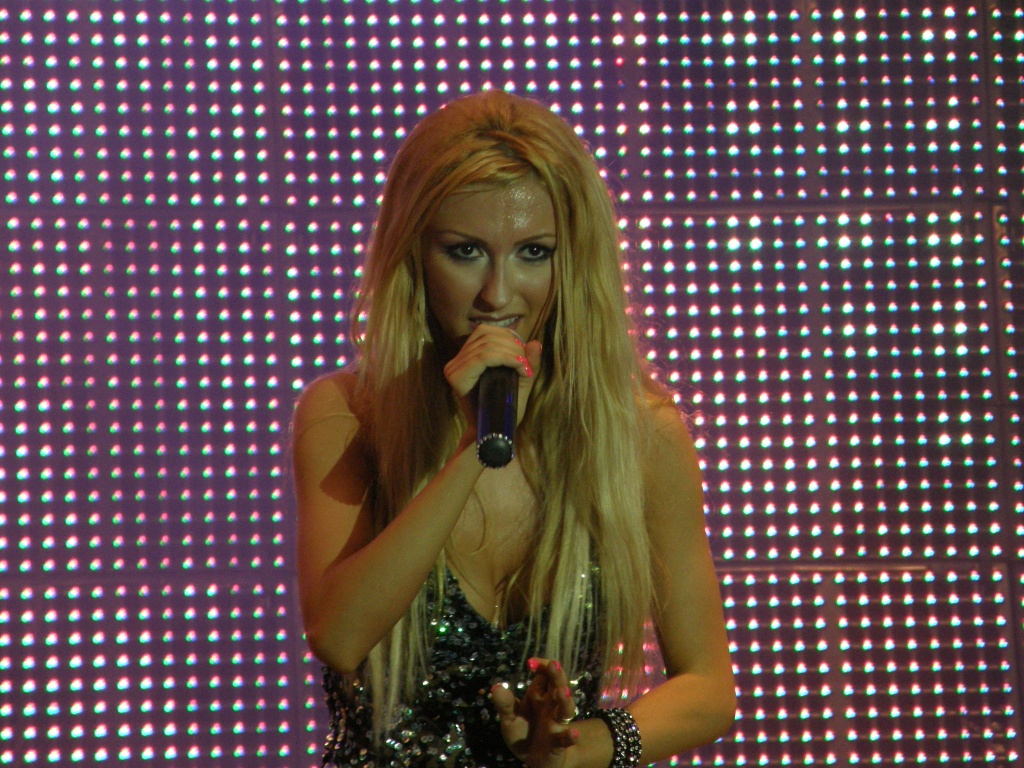
Andreea Bălan în 2009

În 2004 Andreea Bălan s-a mutat din casa părintească din Ploiești în București, unde l-a cunoscut pe Teo Păcurar. În 2005 cei doi s-au logodit, ambii tatuându-și un inel de logodnă pe degetul inelar. Cuplul s-a destrămat în 2006 datorită faptului că Păcurar voia ca Bălan să se mute cu el în Bistrița, localitatea unde locuiau părinții lui. La scurt timp după despărțire, cântăreața a apărut la evenimente mondene cu Keo, care a ajutat-o să treacă peste despărțirea de Păcurar, devenind apoi iubiți. Cu toate că au apărut adesea zvonuri că cei doi s-au despărțit, acestea au fost dezmințite, dovedindu-se nefondate.
În 2014 ea l-a cunoscut pe actorul George Burcea, cu care s-a căsătorit în 2017 pe o plajă din California. Aceștia au împreună două fetițe, născute în 2016, respectiv 2019. Cei doi au divorțat, după un proces care a durat doi ani, în martie 2022.
În vara anului 2023 formează un cuplu cu tenismenul Victor Cornea. 
Andreea Bălan a terminat cursurile de specializare în jurnalism și filosofie din cadrul Universității Spiru Haret, București, dorind să aibă și o carieră în televiziune în viitor.

### Reacția față de presa de scandal

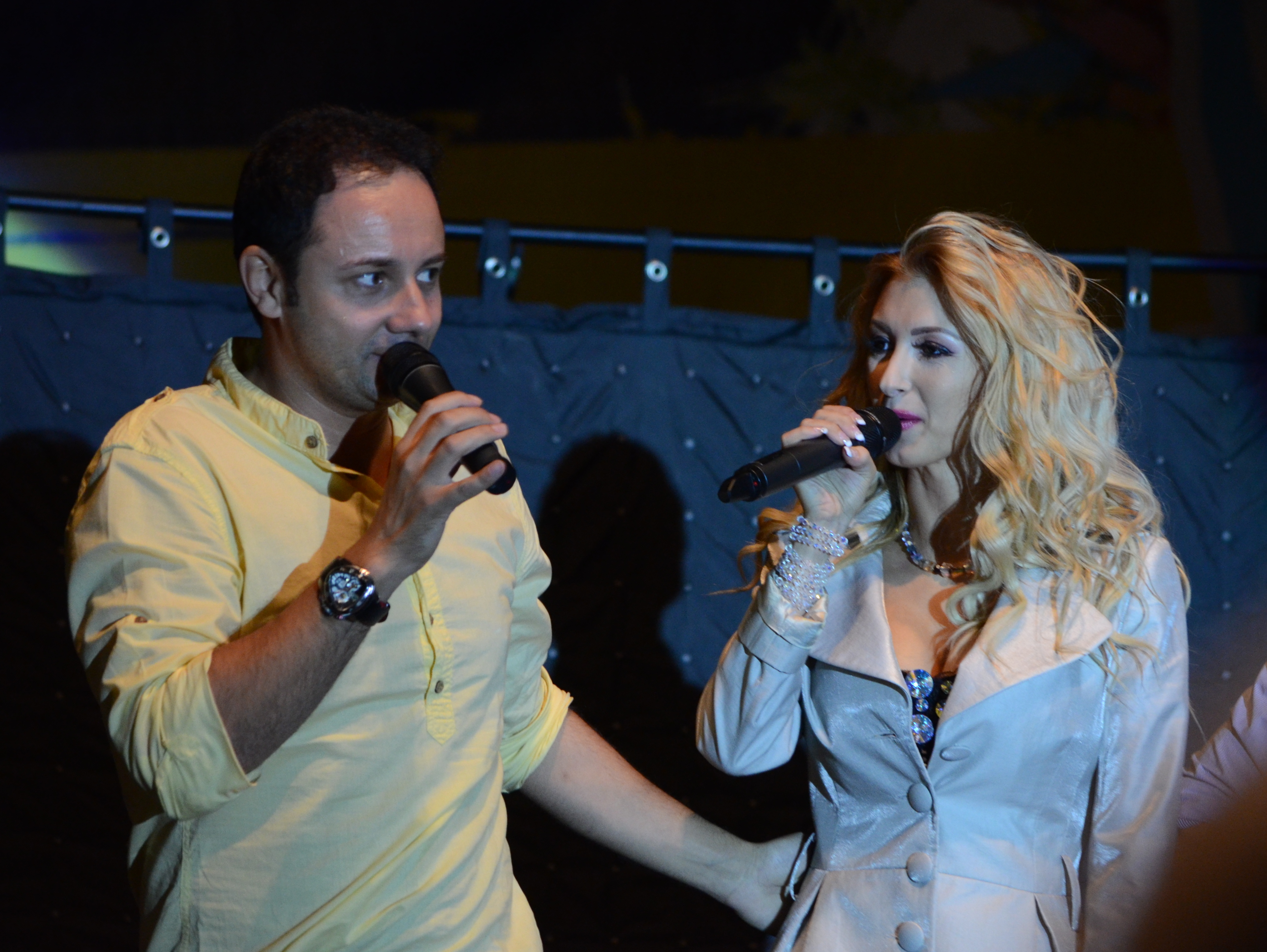
Cătălin Măruță și Andreea Bălan, la Mix Music Evolution 2012, București

Bălan este o prezență frecventă în ziarele de scandal, lucru care l-a menționat adesea ca fiind foarte supărător, deoarece, nu numai că o deranjează minciunile scrise, dar activitatea ei artistică este ignorată pentru a prezenta zvonuri nefondate și promovarea non-valorilor. O dispută s-a ivit între cântăreață și prezentatorul emisiunii Happy Hour de la Pro TV, Cătălin Măruță, la sfârșitul lunii aprilie 2010. Invitată la emisiune, aceasta și-a prezentat punctul de vedere critic față de ziarele mondene românești și față de prezentatorul emisiunii: „Eu vin cu un produs muzical și tu îmi citești articole din presă. Vreau ca atunci când vin la emisiune să fiu întrebată și de viața personală, dar și de muzică. Tu ce faci? Dezgropi scheleții. Te-ai schimbat pentru audiență!”, lucru care l-a făcut pe acesta să spună că de fapt ea nu suportă criticile, acuzând-o că este isterică și suferă de mania persecuției. Conflictul a continuat o scurtă perioadă, cei doi criticându-se reciproc în presă, cu diferite ocazii, culminând cu blocarea apariției lui Bălan în cadrul unei ediții speciale a emisiunii-concurs Dansez pentru tine.

## Discografie
| 1999 | „La întâlnire”                                 | La întâlnire        | —  |  |
| 1999 | „Să ne distrăm”                                | La întâlnire        | —  |  |
| 1999 | „Nu mă uita”                                   | La întâlnire        | —  |  |
| 1999 | „Liberă la mare”                               | Noapte de vis       | —  |  |
| 1999 | „Caravanele”                                   | Noapte de vis       | —  |  |
| 1999 | „Noapte de vis (Moșule ce tânăr ești)”         | Noapte de vis       | 7  |  |
| 2000 | „Prima iubire”                                 | Prima iubire        | 7  |  |
| 2000 | „Lasă-mă papa la mare”                         | Prima iubire        | 17 |  |
| 2000 | „E vremea mea”                                 | Am să-mi fac de cap | —  |  |
| 2000 | „Am să-mi fac de cap”                          | Am să-mi fac de cap | —  |  |
| 2000 | „Flori de tei”                                 | Am să-mi fac de cap | —  |  |
| 2001 | „Sună-mă”                                      | Andrè - Best Of     | —  |  |
| 2001 | „O noapte și-o zi”                             | O noapte și-o zi    | 40 |  |
| 2019 | „Reset La Inimă”                               | —                   |    |  |
| 2020 | „Nostalgii”                                    | —                   |    |  |
| 2021 | „Moșule Ce Tânăr Ești” (feat. Iuliana Beregoi) | —                   |    |  |

| 2002 | „Te joci cu mine”                                    | Te joci cu mine | 79   |   |
| 2002 | „Liberă din nou”                                     | Liberă din nou  | 78   |   |
| 2003 | „Plâng de dor”                                       | Liberă din nou  | —    |   |
| 2003 | „Nopți de vară”                                      | Liberă din nou  | 75   |   |
| 2004 | „Aparențe” (feat. Adrian)                            | Așa sunt eu     | 48   |   |
| 2004 | „Oops, eroare!”                                      | Așa sunt eu     | 40   |   |
| 2005 | „Evadez”                                             | Așa sunt eu     | 22   |   |
| 2005 | „Invidia”                                            | Așa sunt eu     | 35   |   |
| 2005 | „O străină”                                          | Așa sunt eu     | 93   | 1 |
| 2006 | „Nu știu să fiu numai pentru tine” (feat. Keo)       | Andreea B.      | 56   |   |
| 2007 | „Prinde-mă, aprinde-mă!”                             | Andreea B.      | 64   |   |
| 2008 | „Baby Get Up and Dance”                              | SuperWoman      | 41 1 |   |
| 2009 | „SuperWoman” 1                                       | SuperWoman      | —    |   |
| 2009 | „God”                                                | —               | —    |   |
| 2009 | „Snow” (feat. Petrișor Rudge)                        | —               | —    |   |
| 2010 | „Trippin'”                                           | —               | 25   | 4 |
| 2010 | „Crazy About You”                                    | —               | —    | — |
| 2011 | „Like a Bunny”                                       | —               | 97   | — |
| 2011 | „Rollin'” (feat. Andra, Connect-R și Puya)           | —               | —    | — |
| 2012 | „Money Love”                                         | —               | 51   | — |
| 2012 | „Mă doare fără tine”                                 | —               | —    | — |
| 2013 | „Things u do 2 me” (feat. Mike Diamondz)             | —               | —    | — |
| 2013 | „Iubi” (feat. Sonny Flame)                           | —               | —    | — |
| 2014 | „Decor” (feat. Criss Blaziny)                        | —               | —    | — |
| 2014 | „Toată Lumea Se Combină” (feat. Ralflo)              | —               | —    | — |
| 2014 | „Super Soaker” (feat. Skinny Fabulous & Monsta Riot) | —               | —    | — |
| 2014 | „Rece”                                               | —               | —    | — |
| 2015 | „Baila”                                              | —               | —    | — |
| 2015 | „Throw Your Money” (feat. Drei Ross)                 | —               | —    | — |
| 2015 | „Uită-mă” (feat. Cortes)                             | —               | —    | — |
| 2016 | „Baby Be Mine”                                       | —               | —    | — |
| 2016 | „Zizi”                                               | —               | —    | — |
| 2016 | „Carusel”                                            | —               | —    | — |
| 2016 | „Uită-mă (Partea 2)”                                 | —               | —    | — |
| 2017 | „Sens unic”                                          | —               | —    | — |
| 2017 | „Îți mai aduci aminte” (feat. Uddi)                  | —               | —    | — |
| 2017 | „Fantezia de iarnă”                                  | —               | —    | — |
| 2018 | „Tango în priviri”                                   | —               | —    | — |
| 2018 | „Așa de frumos” (feat. Silviu)                       | —               | —    | — |
| 2018 | „Pe drum” (feat. Edward Sanda)                       | —               | —    | — |
| 2019 | „Paradis” (feat. Petrișor Ruge)                      | —               | —    | — |
| 2019 | „Înger păzitor”                                      | —               | —    | — |
| 2019 | „Suflete pereche” (feat. Cortes)                     | —               | —    | — |
| 2020 | „Inimă de fier”                                      | Soare după nori | —    | — |
| 2020 | „Am crezut în basme”                                 | Soare după nori | —    | — |
| 2020 | „Poveste de toamnă”                                  | Soare după nori | —    | — |
| 2020 | „Nu mai doare”                                       | Soare după nori | —    | — |
| 2021 | „Amintiri”                                           | Soare după nori | —    | — |
| 2021 | „Iubește-mă, nu”                                     | Soare după nori | —    | — |
| 2021 | „Ne îndrăgostim”                                     | Soare după nori | —    | — |
| 2021 | „Stele căzătoare”                                    | Soare după nori | —    | — |
| 2021 | „Soare după nori”                                    | Soare după nori | —    | — |
| 2022 | „Posibil imposibilul”                                | Soare după nori | —    | — |
| 2022 | „Dimineți cu tine”                                   | Soare după nori | —    | — |
| 2023 | „Cu inima ta” (feat. Jador)                          | O Lume Minunată | —    | — |
| 2023 | „Dor de casă”                                        | O Lume Minunată | —    | — |
| 2023 | „Acum”                                               | O Lume Minunată | —    | — |
| 2023 | „Băieți cu inima în blugi” (feat. What's UP)         | O Lume Minunată | —    | — |
| 2023 | „Copilărie” (feat. Ella Maya)                        | O Lume Minunată | —    | — |
| 2024 | „Superîndrăgostiți”                                  | O Lume Minunată | —    | — |
| 2024 | „Povestea sufletului meu”                            | O Lume Minunată | —    | — |
| 2024 | „Ploaie de vară”                                     | O Lume Minunată | —    | — |
| 2024 | „O lume minunată” (feat. Ella și Clara)              | O Lume Minunată | —    | — |
| 2025 | „O viață și un minut”                                | O Lume Minunată | —    | — |
| 2025 | „Azi sunt bine”                                      | —               | —    |   |

1 Topul nu a mai fost publicat după 22 iunie 2008, data la care cântecul a atins locul 41. Între ianuarie - decembrie 2009 ziarul Cotidianul a publicat  primele 10 poziții ale clasamentului. Nicio piesă a artistei nu a intrat în top 10. Clasamentul a reînceput să fie realizat cu data de 1 ianuarie 2010.

## Videografie
| An         | Titlu                                                | Album           | Regizor                           | Tema                                                       |
| ---------- | ---------------------------------------------------- | --------------- | --------------------------------- | ---------------------------------------------------------- |
| 2002       | „Te joci cu mine”                                    | Te joci cu mine | —                                 | Distracție pe plajă                                        |
| 2002       | „Liberă din nou”                                     | Liberă din nou  | Dragoș Buliga                     | Fotoshooting, independență, rebeliune, cursă de mașini     |
| 2003       | „Plâng de dor”                                       | Liberă din nou  | Dragoș Buliga                     | Liceu, iubire adolescentină, rivalitate                    |
| 2003       | „Nopți de vară”                                      | Liberă din nou  | —                                 | Distracție pe plajă, iubire                                |
| 2004       | „Aparențe”                                           | Așa sunt eu!    | —                                 | Rebeliune, paria                                           |
| 2004       | „Oops, eroare!”                                      | Așa sunt eu!    | —                                 | Răzbunare, neîmplinirea iubirii                            |
| 2005       | „Evadez”                                             | Așa sunt eu!    | —                                 | Răzbunare, urmărire, omor                                  |
| 2005       | „Invidia”                                            | Așa sunt eu!    | —                                 | Împuternicirea adolescentelor                              |
| 2005       | „O străină”                                          | Așa sunt eu!    | Dragoș Buliga                     | Antiteză între iubire și despărțire                        |
| 2006       | „Nu știu să fiu numai pentru tine”                   | Andreea B.      | —                                 | Nuntă gotică                                               |
| 2007-07-03 | „Prinde-mă, aprinde-mă!”                             | Andreea B.      | Dragoș Buliga                     | Flirt                                                      |
| 2008-03-21 | „Baby Get Up and Dance”                              | SuperWoman      | Dragoș Buliga                     | Lecție de dans                                             |
| 2009-02-11 | „SuperWoman”                                         | SuperWoman      | Iulian Moga                       | Anii 1950                                                  |
| 2009-12-21 | „Snow” (cu Petrisor)                                 | —               | Alex Ceaușu                       | Studio de înregistrări                                     |
| 2010-05-30 | „Trippin'”                                           | —               | Alex Ceaușu                       | Continuare pentru „Prinde-mă, aprinde-mă!”, plajă, vacanță |
| 2011-01-24 | „Crazy About You”                                    | —               | Alex Ceaușu                       | —                                                          |
| 2011-08-24 | „Like a Bunny”                                       | —               | Alex Ceaușu                       | Petrecere pe plajă                                         |
| 2012-09-10 | „Skinny Love”                                        | —               | Alex Ceaușu                       |                                                            |
| 2012-10-22 | „Mă doare fără tine”                                 | —               | Alex Ceaușu                       |                                                            |
| 2013-05-29 | „Things U Do 2 Me” (cu Mike Diamondz)                | —               | Alex Ceaușu                       |                                                            |
| 2013-11-05 | „Iubi” (cu Sonny Flame)                              | —               | Ciprian Strugariu                 |                                                            |
| 2014-02-26 | „Decor” (cu Criss Blaziny)                           | —               | Ciprian Strugariu & Criss Blaziny |                                                            |
| 2014-09-29 | „Super Soaker” (cu Monsta Riot & Skinny Fabulous)    | —               | Anthony Icuagu                    |                                                            |
| 2014-11-18 | „Rece”                                               | —               | Bogdan Daragiu                    |                                                            |
| 2015-04-20 | „Baila”                                              | —               | Alex Ceaușu                       |                                                            |
| 2015-06-03 | „Throw Your Money” (cu Drei Ross)                    | —               | Matei Dima                        |                                                            |
| 2015-08-12 | „Uită-mă” (cu Cortes)                                | —               | Edward Aninaru                    |                                                            |
| 2016-01-29 | „Baby Be Mine”                                       | —               | Edward Aninaru                    |                                                            |
| 2016-03-29 | „Zizi”                                               | —               | Edward Aninaru                    |                                                            |
| 2016-05-18 | „Carusel”                                            | —               | Edward Aninaru                    |                                                            |
| 2016-11-17 | „Uită-mă (Rework)”                                   | —               | Toni Cârțu                        |                                                            |
| 2017-01-18 | „Sens unic”                                          | —               | Edward Aninaru                    |                                                            |
| 2017-09-21 | „Îți mai aduci aminte”                               | —               | Dima Dimov                        |                                                            |
| 2017-11-22 | „Fantezia de iarnă”                                  | —               | Toni Cârțu                        |                                                            |
| 2018-03-21 | „Tango în priviri”                                   | —               | TrandaFilm                        |                                                            |
| 2018-05-17 | „Așa de frumos” (cu Silviu)                          | —               | Shinijikun, George Burcea         |                                                            |
| 2018       | „Pe Drum” (cu Edward Sanda)                          |                 |                                   |                                                            |
| 2019-05-29 | „Paradis” (cu Petrișor Ruge)                         |                 |                                   |                                                            |
| 2019       | „Reset La Inima” (cu Andrè)                          |                 |                                   |                                                            |
| 2019       | „Înger Păzitor”                                      |                 |                                   |                                                            |
| 2019       | „Suflete Pereche” (cu Cortes)                        |                 |                                   |                                                            |
| 2020       | „Inimă De Fier”                                      |                 |                                   |                                                            |
| 2020       | „Am Crezut În Basme”                                 |                 |                                   |                                                            |
| 2020       | „Poveste De Toamnă”                                  |                 |                                   |                                                            |
| 2020       | „Nu Mai Doare”                                       |                 |                                   |                                                            |
| 2020       | „Nostalgii” (cu Andrè)                               |                 |                                   |                                                            |
| 2021       | „Amintiri”                                           |                 |                                   |                                                            |
| 2021       | „Iubește-mă, nu”                                     |                 |                                   |                                                            |
| 2021       | „Ne Îndrăgostim”                                     |                 |                                   |                                                            |
| 2021       | „Stele Căzătoare”                                    |                 |                                   |                                                            |
| 2021       | „Soare După Nori”                                    |                 |                                   |                                                            |
| 2021       | „Moșule Ce Tânăr Ești” (cu Andrè și Iuliana Beregoi) |                 |                                   |                                                            |
| 2022       | „Posibil Imposibilul”                                |                 |                                   |                                                            |
| 2022       | „Dimineți Cu Tine”                                   |                 |                                   |                                                            |
| 2023       | „Cu Inima Ta” (cu Jador)                             |                 |                                   |                                                            |
| 2023       | „Dor De Casa”                                        |                 |                                   |                                                            |
| 2023       | „Acum”                                               |                 |                                   |                                                            |